# Kantonált pillér

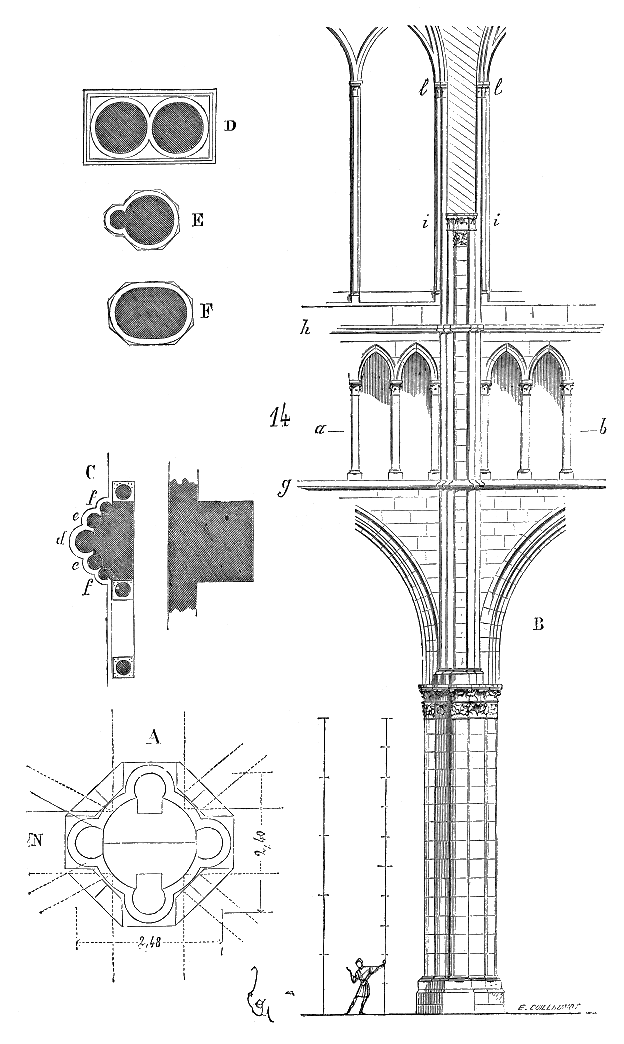
Kantonált pillér a reimsi székesegyházból. Viollet-le-Duc rajza

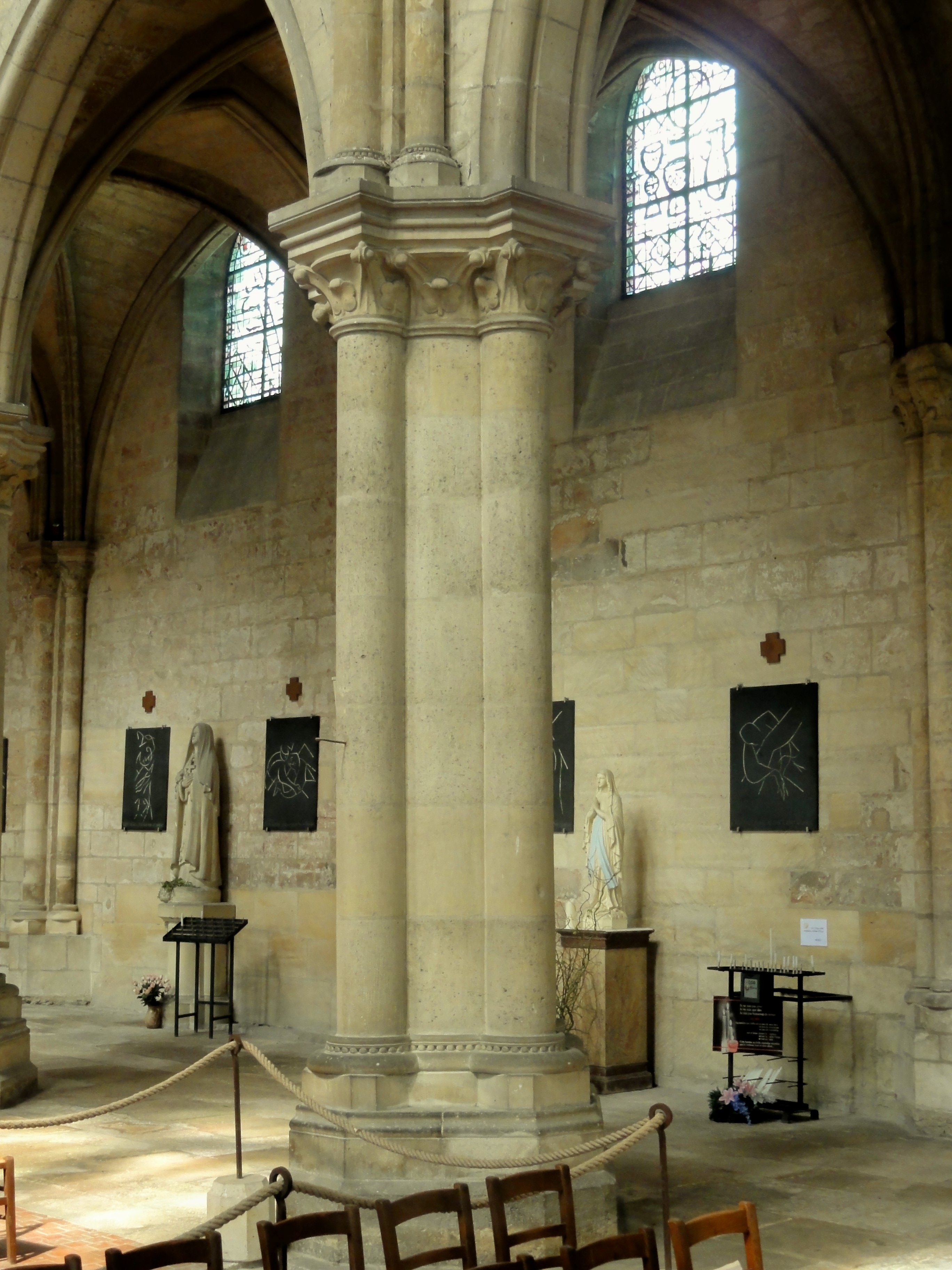
Saint-Leu-d'Esserent, prépostsági templom. Kantonált pillér a hosszházból

A kantonált pillér (francia: pilier cantonné) az érett gótikus építészet egyik fő vívmánya.
A francia cantonner szó jelentése (katonákat) elszállásol, továbbá (katonai értelemben is) beszorít, körülfog, körülzár, bekerít, körülvesz. Vagyis egy olyan pillérformáról van szó, amelyet támok fognak körül. A fogalom azonban a szaknyelvben ennél speciálisabb értelmű: a kantonált pillér alapismérve, szemben a hasábos, visszalépcsőzött, román kori eredetű pillérformákkal, hogy hengeres vagy nyolcszögű a magja; továbbá, szemben például az en-délit támos pillérváltozatokkal, hogy a támok és a pillérmag részei egybefaragott kőelemekből állnak. Ennek megfelelően a pillérbővítmények nem teljes, hanem háromnegyedoszlopok. A szerkezet konstrukciós szempontból előnyösebb, dekorációs értéke, eleganciája viszont csekélyebb. A stabilitást növeli a kőrétegenként váltott fugakiosztás is, amelyet a fő példákon Dieter Kimpel vizsgált meg. A pillérforma első változata a chartres-i katedrálisban jelent meg, melynek terve a 12. század végéről való, majd ezt a 13. század elején a Reimsi katedrális épületén formálták tovább. Ezt követően a pilier cantonné reimsi változata meghatározó, bár korántsem egyedüli típussá vált a gótika egyre szélesedő hatóterületén a 13. század első felében. A kantonált pillér családjába tartozik az auxerre-i katedrális szentélyében alkalmazott, a támok között kihasasodó pillérmagú változat is.